# Scoliophthalmus pallidinervis
Scoliophthalmus pallidinervis är en tvåvingeart som beskrevs av Becker 1916. Scoliophthalmus pallidinervis ingår i släktet Scoliophthalmus och familjen fritflugor.
Artens utbredningsområde är Taiwan. Inga underarter finns listade i Catalogue of Life.